# D. L. 무디

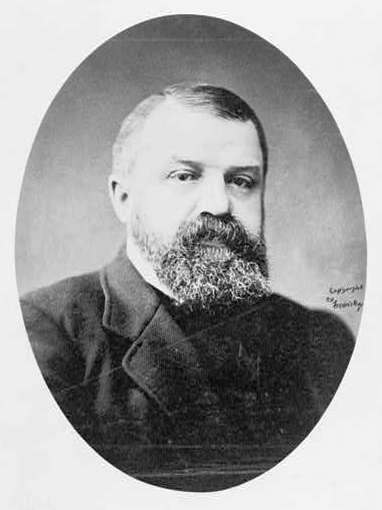
1890년경의 무디의 모습

드와이트 라이먼 무디(Dwight Lyman Moody, 드와이트 라이먼 무디, 1837년 2월 5일 ~ 1899년12월 22일)은 미국의 침례교 평신도 설교자이다. 아더 태팬 피어선, 존 워너메이커, 그리고 아도니람 저드슨 고든이 모두 친구로서 미국 복음주의 운동의 선두 역할을 하였다.

## 생애

### 유년시절
1837년 매사추세츠 노스필드(North Field)에서 소작농이자 석수인 에드윈 무디(Edwin Moody)와 베시 홀턴(Betsy Holton) 사이에서 여섯 번째 자녀로 태어났다. 초등학교 5학년때 아버지가 사고로 별세하면서 빚쟁이들이 와서 가구를 가져갈 정도로 극심한 가난에 시달렸으며, 무디도 어린나이에 농장에서 아동노동을 해야 했다. 유니테리언(단일신론)교회의 도움으로 온 가족이 흩어지는 일은 없었지만, 초등학교 5학년 이상의 공부를 하지는 못했다.

### 어린이 사역
17세 때인 1854년 시카고에 간 무디는 외삼촌 새뮤얼 홀턴(Samuel Holton)의 제화점에서 영업사원으로 일했는데, 5년 만에 7,000달러를 모았을 정도로 억척스럽게 일했다. 1855년 주일학교 교사 에드워드 킴빌의 영향으로 기독교인이 된 그는 시카고 빈민가의 어린이들에게 전도하는 어린이 사역을 하였다. 당시 그는 어린이들에게 구두팔듯이 화려한 언변으로 전도하여, 술집을 빌려 주일학교 공과수업을 할 정도로 어린이들이 매우 많이 모였으나, 정작 그리스도를 믿는 어린이들은 없었다. 비로소 무디는 자신이 아이들을 대상으로 복음을 '영업'한 것이지, 전도한 게 아님을 알게 된다.

### 전도
1875년 시카고 빈민가에 교회를 설립했는데, 구두판매원출신다운 쉽고 설득력있는 무디의 설교와 감성을 자극하는 가수 아이라 생키(1870년 무디의 전도사업에 참여)의 성가는 많은 이들이 신앙을 갖게 했다. 영국, 스코틀랜드, 아일랜드에서도 전도했는데, 자리가 모자를 정도로 그의 설교는 대중들의 사랑을 받았다.남북전쟁때는 전쟁터에서도 설교했는데 많은 군인들이 무디의 설교를 듣고 회개했다고 한다. 이러한 설교자로서의 활약상은 청년들이 해외선교 특히, 아시아와 조선선교에 관심을 갖게 했다. 무디성서학교(1886년)와 마운트 헤르몬 학교를 설립하는 업적도 남겼다.

## 설교집
- 《견고한 성을 붙들다》(Holding the Fort)
- 《기쁜 소식》(Glad Tidings)
- 《복음을 깨달으라》(The Gospel Awakening)
- 《위대한 구원》(The Great Redemption)
- 《본향을 향하여》(The Way Home)
- 《무디의 명상록》(Notes From My Bible and Thought from My Library)

## 어록
- | “ | 성경은 당신을 죄로부터 지켜줄 것이다. 그렇지 않으면 죄가 당신을 성경으로부터 지켜줄 것이다. | ” |
|   | — 무디가 자신의 성경에 써 놓았다고 하는 글                                                  |   |
- | “ | 언젠가는 무디가 죽었다는 소식을 신문에서 읽게 될 것입니다. 그 말을 한 마디도 믿지 마십시오. 그 순간 나는 지금 보다 더욱 생생하게 살아 있을 것입니다. 나는 1837년에 육신으로 태어났지만 1855년 영으로 태어났습니다. 육신으로 태어난 것은 죽겠지만 영으로 태어난 것은 영원히 살 것입니다. | ” |
|   | — 1899년 뉴욕시 집회 때 한 설교 |   |
- | “ | 광부는 엘리베이터로 편리하게 갱에 가서 일하지만, 그 엘리베이터를 만들기 위해서 광산주는 많은 돈을 들여야했다. 마찬가지로 하나님은 우리를 구원하기 위해서 외아들인 예수 그리스도를 희생시키는 대가를 치러야 했다. | ” |
|   | — 광산에서 전도할 때 했다는 설교 |   |

## 같이 보기
- 아더 태펀 피어선
- 무디신학대학교
- 학생자원운동